# 韓國民族文化大百科事典
韓國民族文化大百科事典是一部由逾3,800名学者编写的百科全书，由韓國學中央硏究院和东方媒体在2001年出版。书本设有CD-ROM和DVD版本，是韓國學研究中最权威的百科全书。